# Marcos Tamargo García
Marcos Tamargo García (Gijón, 1982) es un artista plástico español, de origen asturiano precursor de la técnica MoveArt, que integra dos pinturas en un mismo lienzo: una visible con luz natural y otra en la oscuridad.

## Biografía
Tras diplomarse en Ciencias Empresariales por la Universidad de Oviedo, se muda a Nueva York con el propósito de iniciar su carrera artística. Allí cursa sus estudios en la Escuela de Artes Visuales de Nueva York y en la Liga de estudiantes de arte de Nueva York.
Ha participado en numerosas ferias de arte internacionales exponiendo su trabajo en ciudades como Nueva York, Miami, Bruselas, Ginebra, Karlsruhe, entre otras.
Además, algunas de sus obras se encuentran en museos y colecciones particulares como The Hispanic Society Museum, Patrimonio Nacional, Centro Europeo de Investigación Nuclear (CERN), Fundación Princesa de Asturias, Museo Infanta Elena, Ministerio de Asuntos Exteriores de España, etc., así como en galerías de Estados Unidos, Europa, y Sudamérica.
Se caracteriza por incluir en sus composiciones pequeños objetos como piezas de hierro, tierra o arena recogidos en distintas situaciones, que viculan su obra con su vida personal. Esta característica define su trabajo como abstracto-figurativo, para mirar con la vista y sentir con el tacto.
Durante cinco años el Ayuntamiento de Oviedo le ha encargado retratar a los galardonados con el Premio Princesa de Asturias y a S.M. Felipe VI.
En el año 2019 Marcos Tamargo ha sido elegido para retratar a Alfred Nobel y a todas las mujeres distinguidas con los Premios Nobel. Utiliza la técnica de MoveArt representando la vida de la premiada con luz natural y el retrato de la galardonada en la oscuridad.

## Exposiciones
2020 Exposición individual Mujeres Nobel, Casa Colón, Islas Canarias. (España)
2019 Exposición individual Alfred Nobel y Mujeres Nobel de la Paz, Museo Villa Nobel, Sanremo. (Italia)
2019 Exposición individual Mujeres científicas Premio Nobel, Congreso de los Diputados Madrid. (España)
2018 Exposición individual Pago de Los Capellanes Ribera del Duero, (España)
2018 Exposición colectiva Espinasse31. Milán, (Italia)
2017 Exposición individual Galería Alfonso XIII. Madrid, (España)
2017 Exposición individual Museo Infanta Elena. Ciudad Real, (España)
2017 Exposición colectiva Museo Thyssen-Bornemisza. Madrid, (España)
2016 Exposición individual Galería Mirat & Co. Madrid, (España)
2016 Exposición individual AMPARK Gallery. Frankfurt, (Alemania)
2016 Exposición colectiva Galería Lucía Mendoza  Madrid, (España)
2015 Exposición individual Gazzambo Gallery. Madrid, (España)
2015 Retratos de los galardonados con los Premios Princesa de Asturias 2015 y de S.A.R. La Princesa Leonor. Oviedo, (España)
2014 Retratos de los galardonados con los Premios Príncipe de Asturias 2014 y de S.A.R. el Príncipe Felipe. Oviedo, (España)
2014 Exposición individual Galería Art4Plus. Madrid, (España)
2014 Exposición individual Galería Nina Torres. Miami, (EE. UU.)
2014 Exposición individual Galería Art Wanson. Marbella, (España)
2014 Exposición individual Galería Rodrigo Juarranz. Burgos, (España)
2014 Exposición individual Museo de las Bolas. Burgos, (España)
2013 Retratos de los galardonados con los Premios Príncipe de Asturias 2013 y de S.A.R. El Príncipe Felipe. Oviedo, (España)
2012 Exposición en Sala de Arte Propuestas Van Dyck. Gijón, (España)
2012 “Retratos de Los Premios Príncipe de Asturias”. Meliá de la Reconquista. Oviedo, (España)
2012 “Vistas aéreas” Galería Art Angler. New York, (EE. UU.)
2012 Exposición colectiva Art Angler Gallery. New York ,(EE. UU.)
2012 “Transformers”. Corcoran Gallery. Washington, (EE. UU.)
2012 “Jóvenes valores del arte contemporáneo”. Sala de Arte Van Dyck. Gijón, (España)
2012 “Contrastes”. Sala de Arte Propuestas Van Dyck. Gijón, (España)
2011 “Realidad Subyacente” Sala de Arte Van Dyck. Gijón, (España)
2011 “Más allá de la Luz, retratos de S.A.R. EL Príncipe Felipe y los PREMIOS PRÍNCIPE”. Auditorio Príncipe Felipe. Oviedo, (España)
2011 “Más allá de la Luz, retratos de S.A.R. EL Príncipe Felipe y los Premios Príncipe del año 2011”. Hotel Barceló Cervantes. Oviedo, (España)
2011 “La fugacidad del tránsito por la vida”. Pop-up Gallery. Madrid, (España)
2011 “Jóvenes valores del arte contemporáneo”. Sala de Arte Van Dyck. Gijón, (España)
2011 “Plural”. Sala de Arte Van Dyck. Gijón, (España)
2011 “Spanish artists without borders”. Centro Español de Nueva York. New York, (EE. UU.)
2010 “Bridges and Rooftops”. Galería Santiago Cásar. Santander, (España)

## Obra Seleccionada
- Patrimonio Nacional de España
- Museo Infanta Elena
- Ministerio de Asuntos Exteriores y Cooperación de España
- (CERN) Centro Europeo de Investigación Nuclear
- The Hispanic Society of New York
- Fundación Princesa de Asturias
- Museo de las Bolas
- CAXXI
- Embajada de España en Estados Unidos
- Consulado de España en Suiza
- Universidad de Oviedo
- Ministerio de Trabajo y Asuntos Sociales de España
- Colección Artefacting
- Colección FICEMU, Fundación para la Investigación con Células Madre Uterinas
- Rotary Club
- Centro español de Nueva York
- La Nueva España
- Hoteles Barceló
- Ayuntamiento de Oviedo
- Unión de comerciantes de Gijón
- Meliá Hoteles
- Mad Women Fest